# Trompetvogels
Trompetvogels zijn een familie van vogels uit de orde Kraanvogelachtigen. De familie telt 3 soorten.

## Taxonomie
- Geslacht Psophia
  - Psophia crepitans (Trompetvogel)
  - Psophia leucoptera (Witvleugeltrompetvogel)
  - Psophia viridis (Groenvleugeltrompetvogel)

Kraanvogels · Koerlans · Trompetvogels · Rallen, porseleinhoentjes, waterhoentjes en koeten · Fuutkoeten · Sarothruridae